# Апиан, Петер
Петер Апиан (Петер Биневиц или Бенневиц, лат. Petrus Apianus) — немецкий механик и астроном; родился 16 апреля 1495 года близ города Лейснига в Саксонии, с 1523 года был профессором математики в Ингольштадтском университете (нем.). Умер в Ингольштадте 21 апреля 1552 года.
Самое известное из его сочинений — переведённая на несколько языков «Cosmographia» (Ландсгут 1524, Антверпен 1529, и другие издания). В этом сочинении Апиан предлагает для определения географических долгот измерять расстояние между Луной и неподвижными звёздами и впервые указывает, что хвосты комет обращены в сторону, противоположную Солнцу. Кроме того, его перу принадлежит роскошно изданная книга «Astronomicum Caesareum» (Ингольштадт, 1540, с гравюрами) и «Inscriptiones sacrosanctae vetustatis» (Ингольштадт, 1534, с гравюрами). Апиан изобрёл и улучшил многие математические и астрономические приборы и некоторые из них описал.
В его честь один из лунных кратеров в 1935 году назван кратером Апиан.

## Сочинения
- Astronomicum Caesareum, 1540.
Elektronische Facsimile-Editionen der Buchsammlung der Universitätssternwarte Wien: Astronomicum Caesareum 1540
Нем. перевод, рукопись XVI века из собрания Die Heidelberger «Bibliotheca Palatina»
- Cosmographia, 1533.
Факсимиле экз. из собрания «Posner Memorial Collection»
La cosmographia de Pedro Apiano, corregida y anadida por Gemma Frisio, Antwerpen 1575, Digitalisat